# Lag Kamp
Lag Kamp representerade Sverige i curling vid världsmästerskapet och Europamästerskapet 1977. Laget leddes av skippern Ragnar Kamp. Övriga deltagare var Christer Mårtensson, Håkan Rudström och Björn Rudström. Ragnar Kamp ledde också andra lagkonstellationer som representerade Sverige vid världsmästerskapet 1975 och 1980.

## Meriter
- Europamästerskap 
  - Guld 1977
- Världsmästerskap 
  - Guld 1977